# ليلى بنت الصحراء (فلم)
ليلي بنت الصحراء فيلم مصري، يعتبر علامة هامة في مشوار الفنانة بهيجة حافظ الفني والسينمائي على الخصوص. إضافة إلى إنتاجه، قامت «بهيجة» بدور البطولة فيه أمام حسين رياض وزكي رستم وعباس فارس، كما قامت بوضع الموسيقى طبعاً وتصميم الأزياء، و قامت بإكمال إخراج الفيلم مع ثلاثة من المساعدين وهم حسن عبد الوهاب وبدر أمين وإبراهيم حسين العقاد، بعد أن اختلفت مع المخرج ماريو فولبي عن إخراج الفيلم، علماً بأن الفيلم لا يحمل اسم مخرج، وإنما توجد إشارة على تترات الفيلم .
بلغت تكاليف إنتاج فيلم (ليلى بنت الصحراء) حوالي 18 ألف جنيه، وهو مبلغ ضخم قياساً لإنتاج تلك الفترة. عرض الفيلم في 28 يناير 1937، ولاقى نجاحاً كبيراً، كما عرض في مهرجان برلين الدولي، كأول فيلم عربي ناطق يعرض في هذا المهرجان ويحصل على جائزة ذهبية.
ورشح للعرض في مهرجان البندقية وبعد سفر بهيجة حافظ وزوجها إلى إيطاليا للاشتراك في المهرجان، وإذا بهما يفاجأن بصدور قرار من وزارة الخارجية بمصادرة الفيلم ومنع عرضه في الداخل والخارج لأسباب سياسية، بعد مُضي عام على عرضه الأول، حيث احتجت الحكومة الإيرانية آنذاك علي هذا الفيلم على اعتبار أنه يسيء إلى تاريخ كسرى أنوشروان ملك الفرس القديم، لذلك صدر هذا القرار مجاملة للحكومة الإيرانية بمناسبة المصاهرة الملكية التي تمت بعد ذلك بقليل، بزواج شاه إيران رضا بهلوي من أخت فاروق ملك مصر.
ظهر الفيلم بنسخةٍ مُعدلةٍ عام 1944 باسم ليلى البدوية.

## روابط خارجية
- مقالات تستعمل روابط فنية بلا صلة مع ويكي بيانات